# 최규동
최규동(崔奎東, 1891년(경상북도 성주군) ~ 1950년?)은 대한민국의 교육자, 계몽운동가, 대학총장이다. 휘문의숙 등 여러 학교에서 교편을 잡아 교육에 힘썼고 현재의 학교법인 중동학원을 세워 중동고등학교 교장직을 거쳤으며 조선교육회와 진단학회 등에서 애국 계몽운동을 펼쳤다. 광복 후에는 제 4대 서울대학교 총장을 지냈다. 한국 전쟁 중 납북되어 병사했다.

## 학력
- 광신상업학교 수학연구과 졸업

## 약력
- 1906년 중동고등학교 설립 및 초대 교장
- 1934년 진단학회 찬조위원
- 1949년 제4대 서울대학교 총장

| 전임 (신설) | 제1대 한국교원단체총연합회 회장 1947년 11월 23일 ~ 1949년 1월 3일 | 후임 오천석 |

| 전임 장이욱 | 제4대 서울대학교 총장 1949년 1월 4일 ~ 1950년 10월 5일 | 후임 최규남 |